# Milevci
Milevci (cyr. Милевци) – wieś w Serbii, w okręgu pczyńskim, w gminie Bosilegrad. W 2011 roku liczyła 77 mieszkańców.